# وزارة الأوقاف والشؤون الإسلامية (قطر)
وزارة الأوقاف والشؤون الإسلامية في دولة قطر هي وكالة حكومية قطرية وتُعرف أيضًا باسم وزارة الأوقاف في دولة قطر، تأسست عام 1993م، وتُعنى بالاهتمام بجميع نواحي حياة القطريين المسلمين في قطر وغيرهم التي تتوافق مع مبادئ الشريعة الإسلامية، وكانت الوزارة قد ساهمت بشكل كبير في خدمة الإسلام داخل البلاد وخارجها.
يتولى رئاسة الوزارة الوزير غانم بن شاهين الغانم.

## مهام الوزارة
تتولى وزارة الأوقاف والشؤون الإسلامية في قطر جمع التبرعات، وزيادة الوعي بين الناس ووتطبيق الإسلام بين المسلمين وغيرهم، ودعم رجال الدين الإسلامي، وبناء المساجد والحفاظ عليها 

## المركز الثقافي الإسلامي القطري (الفنار)
مركز عبد الله بن زيد المحمود الثقافي الإسلامي (المعروف باسم بن زيد والمعروف أيضا سابقا باسم الفنار أو مركز الثقافة الإسلامية في قطر والمسجد الحلزوني) هو منظمة ثقافية في الدوحة عاصمة قطر. يقع بالقرب من كورنيش الدوحة وهو معلم بارز في المدينة 
أهم معالم المركز هو مسجده الذي يحتوي على تصميم مئذنة فريدة من نوعها. قبل عام 2009 كان مسجد الفنار هو الأكبر في البلاد ومنذ ذلك الحين تخطاه مسجد محمد بن عبد الوهاب ومع ذلك فإنه لا يزال أطول مسجد في قطر. سُمِّي المسجد باسم الباحث الإسلامي القطري الشهير ومؤسس النظام القضائي القطري الشيخ عبد الله بن زيد المحمود، منحه هذا الاسمَ أميرُ دولة قطر تخليدًا لذكراه وتقديرًا لإنجازاته في القضاء بقطر.

## الاستثمارات
استثمرت الوزارة بكثافة في بناء المركز الثقافي الإسلامي القطري وعدد كبير من المساجد، ولكنها تملك أيضًا أسهمًا في مختلِف الشركات القطرية ومنها الجزيرة للتمويل، وهي مؤسسة مالية تتوافق مع الشريعة الإسلامية أُسِّست في عام 1989.